# Утрецкая, Ираида Николаевна
Ираи́да Никола́евна Утре́цкая (также Утре́тская; 3 февраля 1925, Псков — 5 июня 2006, Санкт-Петербург) — советская артистка балета, солистка характерного танца в театре им. Кирова, педагог.

## Биография
По окончании Ленинградского хореографического училища (педагоги Агриппина Ваганова, Андрей Лопухов)
с 1944 года в театре им. Кирова, где танцевала все ведущие хара́ктерные партии в спектаклях театра.
Ираида Утрецкая — первая исполнительница партий и танцев в Театре имени Кирова:
- 1949 — Танец малаек — «Красный мак» — балетмейстер Ростислав Захаров
- 1949 — Русская пляска — «Медный всадник» — балетмейстер Ростислав Захаров
- 1953 — Стеша — «Родные поля»
- 1955 — Мать — «Тарас Бульба» — балетмейстер Борис Фенстер
- 1958 — Фанни — «Тропою грома» Кара-Караева, балетмейстер-постановщик Константин Сергеев
- 1960 — Мавританский танец — «Отелло» — балетмейстер Вахтанг Чабукиани
- 1967 — Хозяйка таверны, Гадалка — «Испанские миниатюры» — балетмейстер Х. В. Гомес де Фонсея

### МиниатюрыЛеонида Якобсона
- Хореографические миниатюры
- 1958 — «Кумушки»
- 1958 — «Тройка»
- 1962 — «Клоп»
- 1964 — «Двенадцать» — Барыня

### Партии в классическом репертуаре
- Испанский танец в балете «Лебединое озеро», балетмейстер Лев Иванов
- Мерседес, Цыганский в «Дон Кихоте» постановка Александра Горского
- Мачеха, Испанская принцесса в балете «Золушка», балетмейстер-постановщик Константин Сергеев
- Клеопатра в балете Михаила Фокина «Египетские ночи» на музыку А. С. Аренского
- Панадерос в балете на музыку Александра Глазунова «Раймонда», балетмейстер Мариус Петипа

## Педагог
- С 1972 года Ираида Николаевна Утрецкая педагог-репетитор в Мариинском театре.

Среди учеников И. Н. Утрецкой солисты Владимир Колесников, Ольга Заботкина, Андрей Яковлев (ст.), Г. Р. Закруткина, Дмитрий Корнеев, Анна Плисецкая, Пётр Остальцов

## Фильмография
В 1960 году на киностудии Ленфильм был снят фильм-балет «Хореографические миниатюры». Фильм представляет собой коллекцию их коротких сценок, зарисовок, кратких эпизодов, выхваченных из жизни и воплощённых в танце.
Сценарий и постановка: Аполлинарий Дудко, Леонид Якобсон. Оркестр Ленинградского театра оперы и балета им. Кирова. Дирижёр: К.Элиасберг.
Исполнители: Н. Банухина, И. Бельский, Б. Брегвадзе, Э. Брегвадзе, Л. Войшнис, И. Генслер, А. Грибов, А. Гридин, Ю. Егупов, К. Златковская, Т. Исакова, М. Кузнецова, И. Колпакова, Н. Кургапкина, Ю. Мальцев, А. Миронов, О. Моисеева, А. Нисневич, А. Осипенко, К. Рассадин, Г. Селюцкий, И. Утрецкая, В. Ухов, И. Чернышев, А. Шелест, Ирина Якобсон.